# گووشنا (استان اوپوله)
گووشنا (به لهستانی: Głuszyna) یک منطقهٔ مسکونی در لهستان است که در گمینا نامسووو واقع شده‌است.